# هات اسپرینگز (کارولینای شمالی)
هات اسپرینگز (به انگلیسی: Hot Springs) شهری در ایالت کارولینای شمالی کشور ایالات متحده آمریکا است که جمعیت آن در سرشماری سال ۲۰۱۰ میلادی، ۵۶۰ نفر بوده‌است.

## نگارخانه

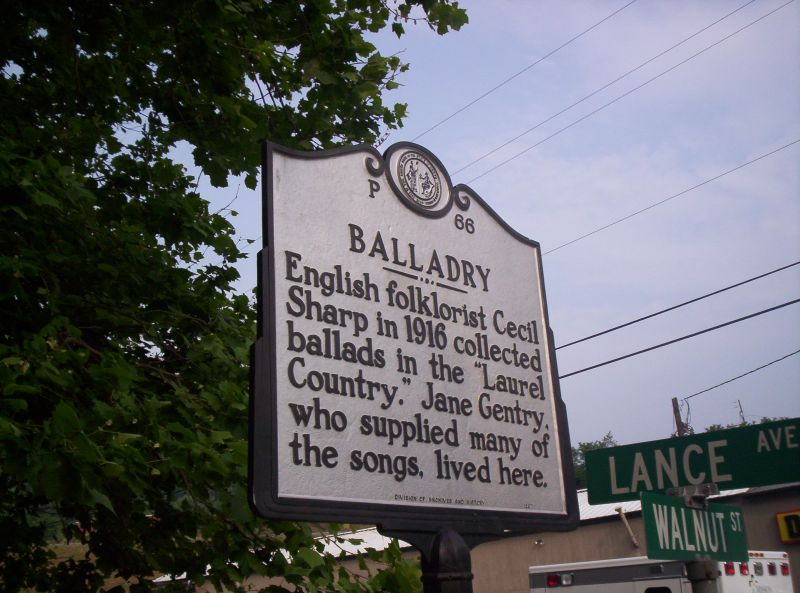
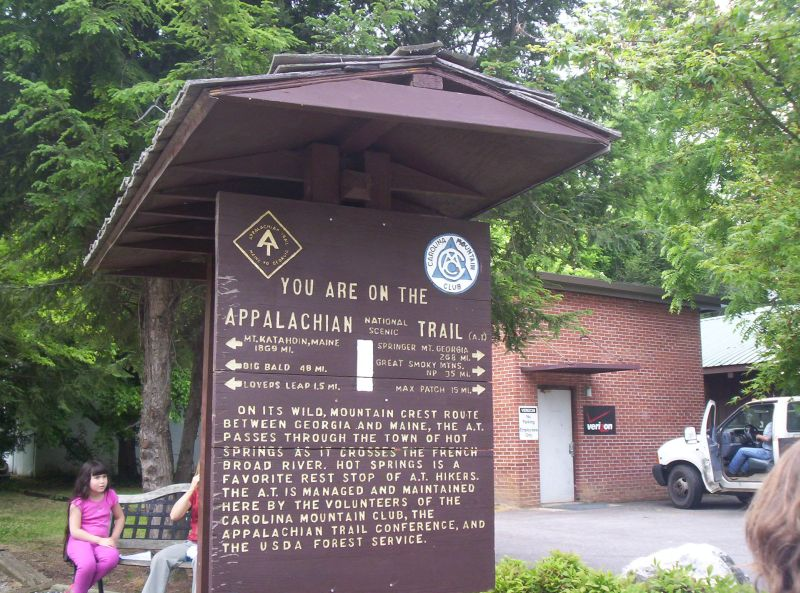